# Chironemidae
Chironemidae é uma família de peixes da subordem Percoidei, superfamília Cirrhitoidea.

## Espécies
Existem seis espécies em dois géneros:
- Género Chironemus
  - Chironemus bicornis (Steindachner, 1898)
  - Chironemus delfini (Porter, 1914)
  - Chironemus georgianus Cuvier, 1829
  - Chironemus marmoratus Günther, 1860
  - Chironemus microlepis Waite, 1916
- Género Threpterius
  - Threpterius maculosus Richardson, 1850